# Dana Marouf
Dana Raof Marouf, född 15 februari 1962, är en kurdisk-svensk författare och skådespelare som kom till Sverige från Irak i början av 1990-talet. Han har skrivit en bok som heter Svensk teater som bland annat sålt många exemplar i Kurdistan.
Marouf nominerades till priset Årets kurd 2008.

## Filmografi
- 1998 – Beck - Pensionat Pärlan